# Tolomeo Filadelfo nella biblioteca di Alessandria
Il Tolomeo Filadelfo nella biblioteca di Alessandria è un dipinto olio su tela di Vincenzo Camuccini, realizzato nel 1813 e conservato all'interno del Museo nazionale di Capodimonte, a Napoli.

## Storia e descrizione
L'opera è stata commissionata da Napoleone Bonaparte a Vincenzo Camuccini, il quale, ritornando da Parigi nel 1811, decide di accettare l'incarico di realizzare la tela, insieme a Carlo Magno ordina ai dotti italiani di fondare l'Università di Parigi, destinata alla decorazione del salone centrale del Palazzo del Quirinale. L'opera è stata in seguito portata alla reggia di Capodimonte da Gioacchino Murat e poi spostata nel 1867 al Palazzo Reale di Napoli, prima di essere donata alla Camera dei deputati, nel Palazzo Montecitorio a Roma; ritorna quindi a Capodimonte per essere ricollocata nella sua posizione originaria, ossia la sala 31 dell'Appartamento Reale, chiamata anche Salone della Culla, nel 1997.
L'opera presenta in primo piano Tolomeo II in vesti rosse, contornato da un gran numero di saggi, frequentatori della biblioteca di Alessandria, le cui strutture sono raffigurate sullo sfondo della tela.